# Liste der Biografien/Hib
Liste der Biografien |
Portal Biografien |
Personensuche
# |
A |
B |
C |
D |
E |
F |
G |
H |
I |
J |
K |
L |
M |
N |
O |
P |
Q |
R |
S |
T |
U |
V |
W |
X |
Y |
Z |
?
 
Ha |
Hd |
He |
Hi |
Hj |
Hk |
Hl |
Hm |
Hn |
Ho |
Hr |
Hs |
Ht |
Hu |
Hv |
Hw |
Hy
 
Hia |
Hib |
Hic |
Hid |
Hie |
Hif |
Hig |
Hih |
Hii |
Hij |
Hik |
Hil |
Him |
Hin |
Hio |
Hip |
Hir |
His |
Hit |
Hiv |
Hiw |
Hix |
Hiy |
Hiz
Die Liste der Biografien führt alle Personen auf, die in der deutschsprachigen Wikipedia einen Artikel haben. Dieses ist eine Teilliste mit 48 Einträgen von Personen, deren Namen mit den Buchstaben „Hib“ beginnt.

## Hib

### Hiba
- Hiba, Ahmed al- (1876–1919), Gegensultan in Südmarokko (1912)
- Hiba, Philipp (* 1989), österreichischer Fußballspieler

### Hibb
- Hibbard, Brian (1946–2012), britischer Sänger und Schauspieler
- Hibbard, Claude W. (1905–1973), US-amerikanischer Paläontologe
- Hibbard, Ellery Albee (1826–1903), US-amerikanischer Politiker
- Hibbard, Harry (1816–1872), US-amerikanischer Politiker
- Hibbard, James H. (* 1981), US-amerikanischer Radsportler
- Hibbard, Richard (* 1983), walisischer Rugby-Union-Spieler
- Hibbeler, Justin (* 1992), deutscher Schauspieler
- Hibberd, Carly (1985–2011), australische Radrennfahrerin
- Hibberd, Jack (1940–2024), australischer Dramatiker und Autor
- Hibberd, Ted (1926–2017), kanadischer Eishockeyspieler
- Hibbert, Alex R. (* 2004), US-amerikanischer Kinderdarsteller
- Hibbert, Edward (* 1955), US-amerikanischer Schauspieler und LiteraturagentEdward Hibbert (* 1955)

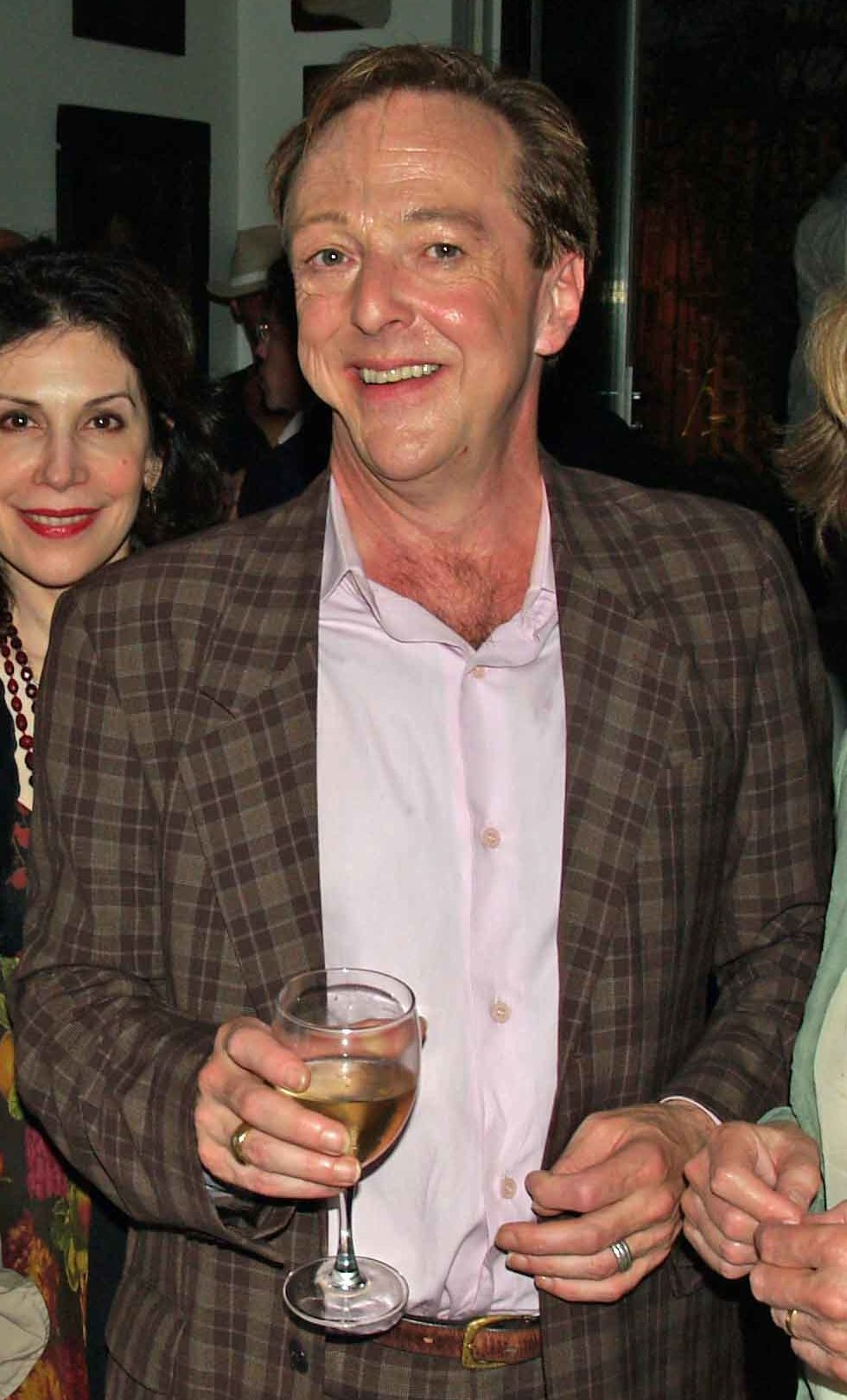
Edward Hibbert (* 1955)

- Hibbert, Jaydon (* 2005), jamaikanischer Dreispringer
- Hibbert, Reginald (1922–2002), britischer Diplomat
- Hibbert, Roy (* 1986), US-amerikanischer Basketballspieler
- Hibbert, Tony (1917–2014), britischer Militär, Offizier der British Army im Zweiten Weltkrieg
- Hibbert, Tony (* 1981), englischer Fußballspieler
- Hibbert, Toots (1942–2020), jamaikanischer Musiker, Ska- und Roots-Reggae-Sänger, Kopf der Band Toots and the MaytalsToots Hibbert (1942–2020)

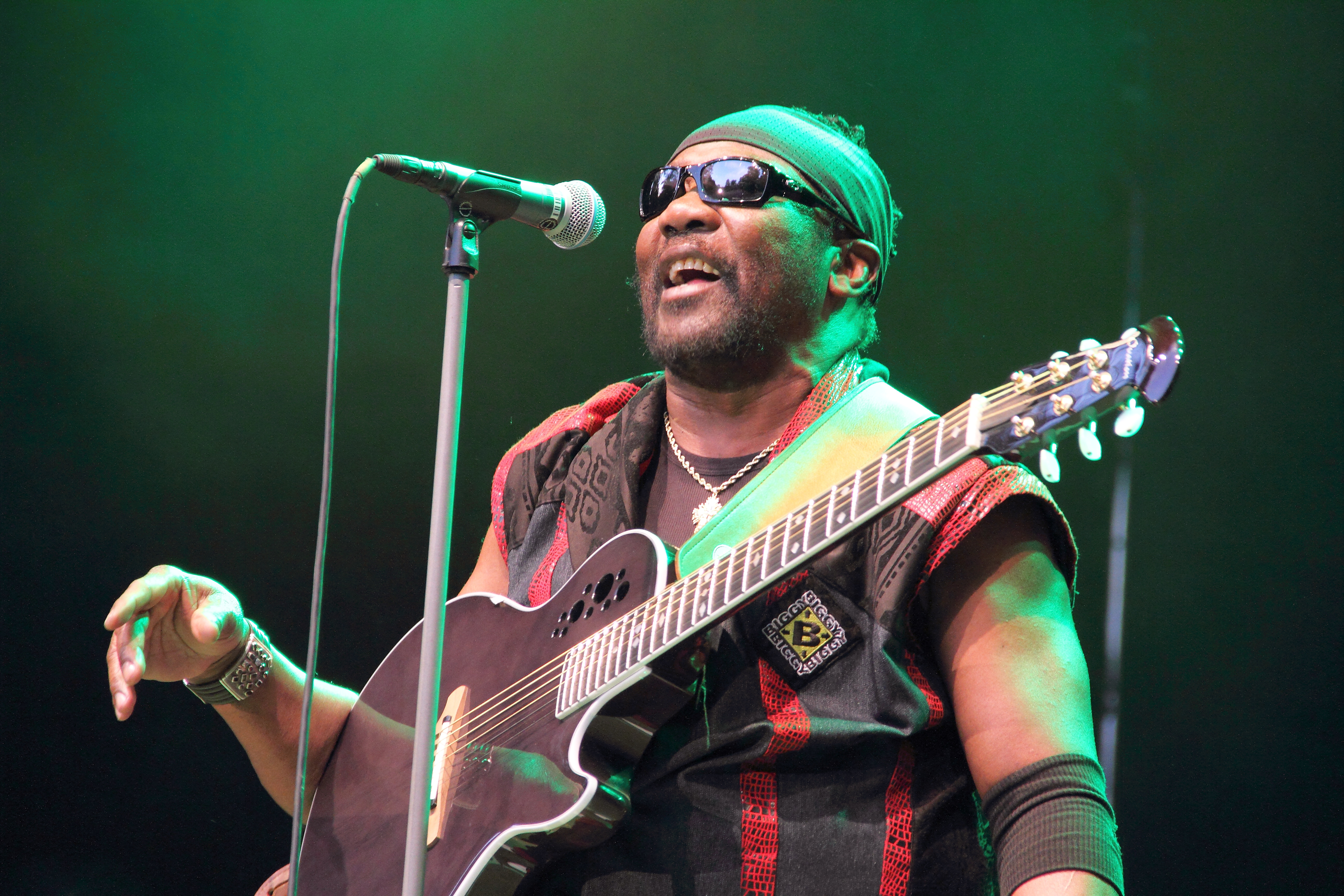
Toots Hibbert (1942–2020)

- Hibbert-Jones, Dee, britisch-amerikanische Videokünstlerin, Animatorin, Filmproduzentin und Filmregisseurin
- Hibbert-Ware, Samuel (1782–1848), englischer Geologe, Paläontologe und Antiquar
- Hibbett, David S., US-amerikanischer Mykologe
- Hibbins, Ann († 1656), Opfer der Hexenverfolgung in der Kolonie Massachusetts
- Hibbins, Frederick (1890–1969), britischer Langstreckenläufer
- Hibbitt, Kenny (* 1951), englischer Fußballspieler und -trainer
- Hibbitt, Terry (1947–1994), englischer Fußballspieler
- Hibbler, Al (1915–2001), US-amerikanischer Sänger
- Hibbs, Harry (1906–1984), englischer Fußballspieler und -trainer
- Hibbs, J. Elliott (* 1945), US-amerikanischer Politiker
- Hibbs, Jesse (1906–1985), US-amerikanischer Film- und Fernsehregisseur sowie Footballspieler

### Hibe
- Hiberus, Präfekt der Provinz Ägypten

### Hibi
- Hibi, Mayo (* 1996), japanische Tennisspielerin
- Hibi, Ōsuke (1860–1931), japanischer Unternehmer
- Hibino, Nao (* 1994), japanische Tennisspielerin
- Hibino, Seiji (* 1952), japanischer Bogenschütze
- Hibino, Shirō (1903–1975), japanischer Schriftsteller

### Hibl
- Hibler, Hans (1933–2023), deutscher Bergretter
- Hibler, Ivo von (1837–1926), österreichischer Jurist und Politiker, Landtagsabgeordneter
- Hibler, Leo von (1884–1956), österreichischer Anglist
- Hibler, Winston (1910–1976), US-amerikanischer Drehbuchautor, Filmproduzent und -regisseur, Schauspieler und Off-Sprecher
- Hiblot, Michel (* 1943), französischer Sprinter

### Hibn
- Hibner, Jolanta (* 1951), polnische Politikerin, Senatorin, Mitglied des Sejm, MdEP

### Hibr
- Hibri, Chalil al- (1904–1979), libanesischer Politiker und Geschäftsmann

### Hibs
- Hibsch, Josef Emanuel (1852–1940), österreichischer Geologe
- Hibshman, Jacob (1772–1852), US-amerikanischer Politiker

### Hiby
- Hiby, Hans Peter (* 1962), deutscher Jazz- und Improvisationsmusiker
- Hiby, Hans-Jürgen (* 1941), deutscher Bildhauer